# Крајпуташи из Сече Реке
Крајпуташи из Сече Реке, налазе се у порти цркве брвнаре, који заједно са црквом Светог Георгија, представљају својеврсну културно-историјску целину. 
Крајпуташе су подигле породице или најближа родбина у спомен ратницима и учесницима балканских ратова и Првог светског рата, који су страдали у борбама или подлегли болестима и нису се вратили кућама. Споменици су првобитно били постављени око цркве брвнаре и вероватно по порти. Приликом прославе два века од подизања цркве, на улазу, поред капије, подигнуте су две дрвене надстрешнице-собрашице у којој су смештено око двадесет споменика, на којима су, као и на оним који су остали око цркве, освежена боја којом су били украшени, заслугом Удружења потомака ратника од 1912. до 1920. „Љубомир Марић” из Косјерића.
Карактеристично за ове споменике у Сечој Реци, да на њима нема приказа војника-ратника са оружјем или без њега, већ су украшени живим бојама и да поред уклесаног текста, стилизованог крста, само понеки је украшен флоралним мотивима. Висина такође није импозатна, око метар висине.